# Amport
Amport is een civil parish in het Engelse graafschap Hampshire.